# Технологічний інститут DigiPen
Технологічний інститут DigiPen — приватний комерційний університет у Редмонді, штат Вашингтон. Він також має кампуси в Сінгапурі та Більбао, Іспанія. DigiPen пропонує бакалаврські та магістерські програми. Він також пропонує літні програми для учнів K-12 класів, онлайн-курси та річні програми для старшої школи.

## Історія
У 1988 році DigiPen був заснований Клодом Комейром у Ванкувері, Британська Колумбія, Канада, як науково-дослідний інститут комп'ютерних наук та анімації. Комер залишається президентом і генеральним директором компанії до сьогодні.
У 1990 році DigiPen почав пропонувати програму 3D-анімації у Ванкуверській кіношколі, а також почав співпрацювати з Nintendo of America над створенням програми післядипломної освіти з програмування відеоігор[джерело?]. За підтримки Nintendo школа прикладної комп'ютерної графіки DigiPen прийняла свій перший клас студентів з програмування відеоігор у 1994 році.
У 1996 році Координаційна рада з питань вищої освіти штату Вашингтон (HECB) надала DigiPen дозвіл на надання освітніх програм у Сполучених Штатах. Першою програмою, яку запропонував DigiPen, була бакалаврська програма з інтерактивного моделювання в реальному часі.
У 1998 році Технологічний інститут DigiPen відкрив свій кампус у Редмонді, штат Вашингтон, як спільний кампус DigiPen та Nintendo Software Technology. Редмонд став домом для DigiPen.
У 2002 році DigiPen отримав національну акредитацію від ACCSC. DigiPen почав пропонувати свою першу магістерську програму — магістратуру з комп'ютерних наук. DigiPen закінчив останні курси асоційованих програм і пропонував лише програми бакалаврату та аспірантури.
У 2008 році Технологічний інститут DigiPen відкрив свій кампус у Сінгапурі спільно з Радою економічного розвитку Сінгапуру. Також у 2008 році підрозділ досліджень і розробок DigiPen створив систему штучного інтелекту для моделювання та імітації людської поведінки під назвою B-HIVE для компанії Boeing та її підрозділу Phantom Works. B-HIVE та пов'язані з нею патенти були визнані «Технологією року постачальників Boeing» у 2008 році
У 2010 році DigiPen перемістив свій головний кампус в окреме місце, все ще в Редмонді. Сінгапурський технологічний інститут DigiPen приєднався до державного університету Сінгапурського технологічного інституту.
У 2011 році Технологічний інститут DigiPen відкрив свій кампус у районі Великого Більбао, в муніципалітеті Сьєрбена.
У 2015 році сінгапурський кампус DigiPen переїхав до кампусу Сінгапурського політехнічного інституту, а спільний кампус Сінгапурського технологічного інституту почав розвиватися. Бакалаврська програма з комп'ютерної інженерії DigiPen отримала акредитацію ABET.

## Кампуси

### Редмонд, Вашингтон, США
Головний кампус DigiPen знаходиться в Редмонді на 9931 Willows Road. Він пропонує 9 бакалаврських та 2 аспірантські програми. Тут навчається близько 1200 студентів денної форми навчання зі співвідношенням викладачів до студентів 1:11 і середнім розміром класу 22. Іноземні студенти складають 13 % від загальної кількості студентів. 24 % студентів — жінки. У кампусі існує близько 50 студентських організацій. King County є домом для значної кількості компаній, що займаються розробкою технологій та ігор.

### Сінгапур
Сінгапурський кампус DigiPen — це перший міжнародний кампус DigiPen з моменту заснування в США. Сінгапурський кампус DigiPen відкрився у 2008 році завдяки співпраці з Радою економічного розвитку Сінгапуру. Наразі DigiPen працює як філія закордонного університету (сторонній постачальник освітніх послуг) для державного університету Сінгапурського технологічного інституту. Тому сінгапурський кампус DigiPen організовує курси лише для студентів Сінгапурського технологічного інституту, не зараховує студентів напряму і не видає сертифікати про закінчення бакалаврату самостійно. Сінгапурський кампус DigiPen пропонує 5 бакалаврських програм, у тому числі бакалаврську програму з відзнакою з системної інженерії (електромеханічні системи), яка не пропонується в жодному іншому кампусі. Крім того, цей кампус регулярно пропонує спеціалізовані дипломні програми (неакредитовані) спільно з Workforce Singapore. У сінгапурському кампусі DigiPen навчається близько 900 студентів денної форми навчання з Сінгапурського технологічного інституту.

### Більбао, Іспанія
Європейський кампус DigiPen розташований за адресою Ribera de Zorrotzaurre, 2 у місті Більбао. Він пропонує 2 бакалаврські програми, на яких навчається близько 200 студентів денної форми навчання.

### Міжнародне університетське партнерство
- Університет Кейм'юн у Тегу, Південна Корея, та Технологічний інститут DigiPen співпрацюють, у рамках якої місцеві студенти Південної Кореї мають можливість провести перші 5 семестрів програми в Тегу, де викладають викладачі DigiPen, а решту семестрів — у Редмонді[12].
- Університет Таммасат у Бангкоку, Таїланд, і Технологічний інститут DigiPen співпрацюють, у рамках якої місцеві студенти Таїланду мають можливість провести перші 2–4 семестри програми в Бангкоку, а решту семестрів — у Редмонді[13].

## Академіки

### Початкові освітні шляхи
1. CS — стандартна освіта з інформатики з акцентом на високопродуктивне програмування.
2. RTIS — Інтерактивне моделювання в реальному часі (основна архітектура ігрового рушія та програмування)
3. GD — Game Design (архітектура ігрового процесу, програмування та сценарії)
4. FA — Образотворче мистецтво (цифрове мистецтво та анімація).
5. E — Інженерія (комп'ютерне обладнання та архітектура програмного забезпечення)
6. MSD — музика та звуковий дизайн
7. DA — цифрове аудіо